# City Girls
City Girls é um duo feminino norte-americano de hip hop formado em Miami, Flórida, composto pelas rappers Yung Miami (Caresha Romeka Brownlee, 11 de fevereiro de 1994 em Miami), e JT (Jatavia Shakara Johnson, 3 de dezembro de 1992 em Liberty City, Flórida).

## Carreira
O grupo lançou seu single de estreia, "Fuck Dat Nigga" em agosto de 2017. No mesmo ano, a faixa foi incluída no álbum de compilação Control the Streets Volume 1 da gravadora Quality Control. Em maio de 2018, elas lançaram sua primeira mixtape intitulado Period. Em novembro de mesmo ano, lançaram seu álbum de estréia intitulado Girl Code, que conta com as participações de Cardi B, Lil Baby e Jacquees.  As meninas contribuíram nos vocais de apoio do single "In My Feelings" do rapper Drake, onde Yung faz uma aparição no video musical.
Em novembro de 2018, o álbum Girl Code ficou no número 63 da Billboard 200, com o remix de "Twerk" com participação de Cardi B entrando também no Billboard Hot 100 na posição 92.
Em 19 de junho de 2020, o segundo álbum de estúdio do City Girls, City on Lock, vazou na internet. JT anunciou horas depois que o álbum seria lançado à meia-noite do mesmo dia. O primeiro single do álbum, "Jobs", foi lançado horas antes do lançamento, ao lado de um videoclipe. O álbum incluí participações de Yo Gotti, Doja Cat, Lil Durk e Lil Baby.

## Vida pessoal
Na adolescência, JT e Yung se apresentavam como streappers aos 17 anos. Em 2018, JT foi detida após cometer a fraude de falsificar um cartão de crédito. Ela começou a cumprir uma sentença de dois anos de prisão em 29 de junho de 2018, onde só deve ser liberada em 21 de março de 2020, então, JT não foi liberada para participar do clipe de "Twerk".

## Discografia

### Álbum de estúdio
- Girl Code (2018)
- City on Lock (2020)

### Mixtapes
- Period (2018)